# Johan van Sleeswijk-Holstein-Sonderburg
Johan van Sleeswijk-Holstein-Sonderburg bijgenaamd de Jongere (Hadersleben, 25 maart 1545 - Glücksburg, 9 oktober 1622) was van 1564 tot aan zijn dood hertog van Sleeswijk-Holstein-Sonderburg. Hij behoorde tot het huis Sleeswijk-Holstein-Sonderburg. 

## Levensloop
Johan was de derde zoon van koning Christiaan III van Denemarken en diens echtgenote Dorothea, dochter van hertog Magnus I van Saksen-Lauenburg. Hij kreeg als bijnaam de Jongere om hem te onderscheiden van zijn oom Johan. Hij was de stichter van het huis Sleeswijk-Holstein-Sonderburg, een zijtak van het huis Oldenburg. 
In 1564 kreeg Johan van zijn oudere broer, koning Frederik II van Denemarken, een aantal gebieden in het hertogdom Sleeswijk toegewezen: Sonderburg, Norburg, Arrö, Plön en Ahrensbök. Deze gebieden vormden het zogenaamde hertogdom Sleeswijk-Holstein-Sonderburg. Voor hij dit hertogdom in bezit nam, deed Johan een opleidingsreis naar Dresden, waar hij het hof van keurvorst August van Saksen bezocht, en naar Augsburg, waar hij deelnam aan de Rijksdag van 1566 en hij keizer Maximiliaan II leerde kennen. Ook kreeg bij zijn aantrede in Sleeswijk-Holstein-Sonderburg van zijn broer Frederik II een jaarlijkse toelage van 9.400 mark verzekerd. Na het overlijden van zijn oom Jan in 1580 erfde hij bovendien het district Hadersleben en in 1582 bemachtigde hij de kloosters van Reinfeld en Rüde. Op de plaats van het vroegere Rüdeklooster liet Johan in 1587 het Slot Glücksburg oprichten.  
Als hertog van Sleeswijk-Holstein-Sonderburg zette Johan zich in om de financieel-economische toestand van zijn hertogdom te verbeteren. Ook had Johan grote geldsommen nodig voor zijn kostbare en arbeidsintensieve hofhouding en liet hij daarom de belastingen met 12.000 rijksdaalders stijgen. Omdat agrarisch grondbezit de economische basis van zijn gebieden vormde, onteigende Johan landbouwgrond van de kerk, de adel en de boeren, waardoor hij meer gronden in handen kreeg en zijn vermogen aanzienlijk toenam. Hierdoor was in 1600 geen zelfstandig adellandgoed meer op het eiland Als. De hertogelijke boeren waren dienstplichtig. Johan oefende ongehinderd de kerkelijke soevereiniteit uit in zijn Holsteinse gebieden. De kerkrechtelijke invloed op de eilanden Alsen en Arrö kon hij ondanks een jarenlange strijd niet tegengaan. Ook was Johan niet bereid om de kerkelijke soevereiniteit van zijn gebieden door te geven aan zijn broer Frederik II. 
In 1590 kreeg Johan het recht om eigen munten uit te geven. In het Sleeswijkse landdeel had echter ook de Deense koning dit recht. Omdat Johan zijn zilverdubbelschellingen ook in Sleeswijk liet slaan, kwam het in 1604 tot een conflict met koning Christiaan IV van Denemarken en de hanzesteden Lübeck en Hamburg. Hierdoor werd de schellingen van Johan in hun gebieden verboden. In 1618 stichtte Johan in het Slot van Reinfeld een nieuw munthuis, waar de Deense koning geen toegangsrecht had en Johan tot aan zijn dood in 1622 munten liet slaan. 
Ook verbeterde Johan de infrastructuur van zijn gebieden door onder andere nieuwe boerderijdorpen aan te leggen en kerken te bouwen. Ook liet hij voor representatie en eigengebruik vier paleizen bouwen: het Slot van Glücksburg, het Slot van Ahrensböck, het Slot van Reinfeld en het Slot van Norburg. Ook was hij verantwoordelijk voor de aanleg van twee dammen en een kanaal. Om deze maatregelen te kunnen uitvoeren, schrok Johan er niet voor terug om dwang en geweld te gebruiken door bijvoorbeeld willekeurige terechtstellingen uit te voeren.
In oktober 1622 stierf Johan op 77-jarige leeftijd in het Slot Glücksburg. Het hertogdom Sleeswijk-Holstein-Sonderburg werd vervolgens verdeeld onder vijf van zijn zes nog levende zonen.

## Huwelijken en nakomelingen
Op 19 augustus 1568 huwde Johan met Elisabeth van Brunswijk-Grubenhagen (1550-1586), dochter van vorst Ernst III van Brunswijk-Grubenhagen. Ze kregen veertien kinderen:
- Dorothea (1569-1593), huwde in 1589 met Friedrich van Silezie Liegnitz
- Christiaan (1570-1633), hertog van Sleeswijk-Holstein-Sonderburg-Ærø
- Ernst (1572-1596)
- Alexander (1573-1627), hertog van Sleeswijk-Holstein-Sonderburg
- August (1574-1596)
- Maria (1575-1640), abdis van het klooster van Itzehoe
- Johan Adolf (1576-1624), hertog van Sleeswijk-Holstein-Sonderburg-Norburg
- Anna (1577-1616), huwde in 1601 met hertog Bogislaw XIII van Pommeren
- Sophia (1579-1658), huwde in 1607 met hertog Filips II van Pommeren
- Elisabeth (1580-1653), huwde in 1615 met hertog Bogislaw XIV van Pommeren
- Frederik (1581-1658), hertog van Sleeswijk-Holstein-Sonderburg-Norburg
- Margaretha (1583-1638), huwde in 1603 met graaf Johan VII van Nassau-Siegen
- Filips (1584-1663), hertog van Sleeswijk-Holstein-Glücksburg
- Albrecht (1585-1613)

Op 14 februari 1588 huwde Johan met zijn tweede echtgenote Agnes Hedwig (1573-1616), dochter van vorst Joachim Ernst van Anhalt. Ze kregen negen kinderen:
- Eleonora (1590-1669)
- Anna Sabina (1593-1659), huwde in 1618 met hertog Julius Frederik van Württemberg-Weiltingen
- Johan George (1594-1613)
- Joachim Ernst (1595-1671), hertog van Sleeswijk-Holstein-Sonderburg-Plön
- Dorothea Sibylla (1597-1597)
- Dorothea Maria (1599-1600)
- Bernhard (1601-1601)
- Eleonora Sophia (1603-1675), huwde in 1625 met vorst Christiaan II van Anhalt-Bernburg
- Agnes Magdalena (1607-1618)

## Kwartierstaat
| Christiaan I van Denemarken (1426-1481) | Christiaan I van Denemarken (1426-1481) | Christiaan I van Denemarken (1426-1481) | Christiaan I van Denemarken (1426-1481) | Christiaan I van Denemarken (1426-1481) | Christiaan I van Denemarken (1426-1481) | Dorothea van Brandenburg (1430-1495)  | Dorothea van Brandenburg (1430-1495)  | Dorothea van Brandenburg (1430-1495)  | Dorothea van Brandenburg (1430-1495)  | Dorothea van Brandenburg (1430-1495)      | Dorothea van Brandenburg (1430-1495)      |                                           |                                           | Johann Cicero van Brandenburg (1455-1499) | Johann Cicero van Brandenburg (1455-1499) | Johann Cicero van Brandenburg (1455-1499) | Johann Cicero van Brandenburg (1455-1499) | Johann Cicero van Brandenburg (1455-1499) | Johann Cicero van Brandenburg (1455-1499) | Margaretha van Saksen (1449-1501) | Margaretha van Saksen (1449-1501) | Margaretha van Saksen (1449-1501) | Margaretha van Saksen (1449-1501) | Margaretha van Saksen (1449-1501) | Margaretha van Saksen (1449-1501) |                                 |                                 | Johan V van Saksen-Lauenburg (1439-1507) | Johan V van Saksen-Lauenburg (1439-1507) | Johan V van Saksen-Lauenburg (1439-1507) | Johan V van Saksen-Lauenburg (1439-1507) | Johan V van Saksen-Lauenburg (1439-1507)  | Johan V van Saksen-Lauenburg (1439-1507)  | Dorothea van Brandenburg (1447-1519)                | Dorothea van Brandenburg (1447-1519)                | Dorothea van Brandenburg (1447-1519)                | Dorothea van Brandenburg (1447-1519)                | Dorothea van Brandenburg (1447-1519)                | Dorothea van Brandenburg (1447-1519)                |                                           |                                           | Hendrik I van Brunswijk-Wolfenbüttel (1463-1514) | Hendrik I van Brunswijk-Wolfenbüttel (1463-1514) | Hendrik I van Brunswijk-Wolfenbüttel (1463-1514) | Hendrik I van Brunswijk-Wolfenbüttel (1463-1514) | Hendrik I van Brunswijk-Wolfenbüttel (1463-1514) | Hendrik I van Brunswijk-Wolfenbüttel (1463-1514) | Catharina van Pommeren-Wolgast (overlijden 1526) | Catharina van Pommeren-Wolgast (overlijden 1526) | Catharina van Pommeren-Wolgast (overlijden 1526) | Catharina van Pommeren-Wolgast (overlijden 1526) | Catharina van Pommeren-Wolgast (overlijden 1526) | Catharina van Pommeren-Wolgast (overlijden 1526) |  |  |  |  |  |  |  |  |  |  |  |  |  |  |  |  |  |  |  |  |  |  |  |  |  |  |  |  |  |  |  |  |  |  |  |  |  |  |  |  |  |  |  |  |  |  |  |  |
| Christiaan I van Denemarken (1426-1481) | Christiaan I van Denemarken (1426-1481) | Christiaan I van Denemarken (1426-1481) | Christiaan I van Denemarken (1426-1481) | Christiaan I van Denemarken (1426-1481) | Christiaan I van Denemarken (1426-1481) | Dorothea van Brandenburg (1430-1495)  | Dorothea van Brandenburg (1430-1495)  | Dorothea van Brandenburg (1430-1495)  | Dorothea van Brandenburg (1430-1495)  | Dorothea van Brandenburg (1430-1495)      | Dorothea van Brandenburg (1430-1495)      |                                           |                                           | Johann Cicero van Brandenburg (1455-1499) | Johann Cicero van Brandenburg (1455-1499) | Johann Cicero van Brandenburg (1455-1499) | Johann Cicero van Brandenburg (1455-1499) | Johann Cicero van Brandenburg (1455-1499) | Johann Cicero van Brandenburg (1455-1499) | Margaretha van Saksen (1449-1501) | Margaretha van Saksen (1449-1501) | Margaretha van Saksen (1449-1501) | Margaretha van Saksen (1449-1501) | Margaretha van Saksen (1449-1501) | Margaretha van Saksen (1449-1501) |                                 |                                 | Johan V van Saksen-Lauenburg (1439-1507) | Johan V van Saksen-Lauenburg (1439-1507) | Johan V van Saksen-Lauenburg (1439-1507) | Johan V van Saksen-Lauenburg (1439-1507) | Johan V van Saksen-Lauenburg (1439-1507)  | Johan V van Saksen-Lauenburg (1439-1507)  | Dorothea van Brandenburg (1447-1519)                | Dorothea van Brandenburg (1447-1519)                | Dorothea van Brandenburg (1447-1519)                | Dorothea van Brandenburg (1447-1519)                | Dorothea van Brandenburg (1447-1519)                | Dorothea van Brandenburg (1447-1519)                |                                           |                                           | Hendrik I van Brunswijk-Wolfenbüttel (1463-1514) | Hendrik I van Brunswijk-Wolfenbüttel (1463-1514) | Hendrik I van Brunswijk-Wolfenbüttel (1463-1514) | Hendrik I van Brunswijk-Wolfenbüttel (1463-1514) | Hendrik I van Brunswijk-Wolfenbüttel (1463-1514) | Hendrik I van Brunswijk-Wolfenbüttel (1463-1514) | Catharina van Pommeren-Wolgast (overlijden 1526) | Catharina van Pommeren-Wolgast (overlijden 1526) | Catharina van Pommeren-Wolgast (overlijden 1526) | Catharina van Pommeren-Wolgast (overlijden 1526) | Catharina van Pommeren-Wolgast (overlijden 1526) | Catharina van Pommeren-Wolgast (overlijden 1526) |  |  |  |  |  |  |  |  |  |  |  |  |  |  |  |  |  |  |  |  |  |  |  |  |  |  |  |  |  |  |  |  |  |  |  |  |  |  |  |  |  |  |  |  |  |  |  |  |
|                                         |                                         |                                         |                                         |                                         |                                         |                                       |                                       |                                       |                                       |                                           |                                           |                                           |                                           |                                           |                                           |                                           |                                           |                                           |                                           |                                   |                                   |                                   |                                   |                                   |                                   |                                 |                                 |                                          |                                          |                                          |                                          |                                           |                                           |                                                     |                                                     |                                                     |                                                     |                                                     |                                                     |                                           |                                           |                                                  |                                                  |                                                  |                                                  |                                                  |                                                  |                                                  |                                                  |                                                  |                                                  |                                                  |                                                  |  |  |  |  |  |  |  |  |  |  |  |  |  |  |  |  |  |  |  |  |  |  |  |  |  |  |  |  |  |  |  |  |  |  |  |  |  |  |  |  |  |  |  |  |  |  |  |  |
|                                         |                                         |                                         |                                         | Frederik I van Denemarken (1471-1533)   | Frederik I van Denemarken (1471-1533)   | Frederik I van Denemarken (1471-1533) | Frederik I van Denemarken (1471-1533) | Frederik I van Denemarken (1471-1533) | Frederik I van Denemarken (1471-1533) |                                           |                                           |                                           |                                           |                                           |                                           | Anna van Brandenburg (1487-1514)          | Anna van Brandenburg (1487-1514)          | Anna van Brandenburg (1487-1514)          | Anna van Brandenburg (1487-1514)          | Anna van Brandenburg (1487-1514)  | Anna van Brandenburg (1487-1514)  |                                   |                                   |                                   |                                   |                                 |                                 |                                          |                                          |                                          |                                          | Magnus I van Saksen-Lauenburg (1470-1543) | Magnus I van Saksen-Lauenburg (1470-1543) | Magnus I van Saksen-Lauenburg (1470-1543)           | Magnus I van Saksen-Lauenburg (1470-1543)           | Magnus I van Saksen-Lauenburg (1470-1543)           | Magnus I van Saksen-Lauenburg (1470-1543)           |                                                     |                                                     |                                           |                                           |                                                  |                                                  | Catharina van Brunswijk-Wolfenbüttel (1488-1563) | Catharina van Brunswijk-Wolfenbüttel (1488-1563) | Catharina van Brunswijk-Wolfenbüttel (1488-1563) | Catharina van Brunswijk-Wolfenbüttel (1488-1563) | Catharina van Brunswijk-Wolfenbüttel (1488-1563) | Catharina van Brunswijk-Wolfenbüttel (1488-1563) |                                                  |                                                  |                                                  |                                                  |  |  |  |  |  |  |  |  |  |  |  |  |  |  |  |  |  |  |  |  |  |  |  |  |  |  |  |  |  |  |  |  |  |  |  |  |  |  |  |  |  |  |  |  |  |  |  |  |
|                                         |                                         |                                         |                                         | Frederik I van Denemarken (1471-1533)   | Frederik I van Denemarken (1471-1533)   | Frederik I van Denemarken (1471-1533) | Frederik I van Denemarken (1471-1533) | Frederik I van Denemarken (1471-1533) | Frederik I van Denemarken (1471-1533) |                                           |                                           |                                           |                                           |                                           |                                           | Anna van Brandenburg (1487-1514)          | Anna van Brandenburg (1487-1514)          | Anna van Brandenburg (1487-1514)          | Anna van Brandenburg (1487-1514)          | Anna van Brandenburg (1487-1514)  | Anna van Brandenburg (1487-1514)  |                                   |                                   |                                   |                                   |                                 |                                 |                                          |                                          |                                          |                                          | Magnus I van Saksen-Lauenburg (1470-1543) | Magnus I van Saksen-Lauenburg (1470-1543) | Magnus I van Saksen-Lauenburg (1470-1543)           | Magnus I van Saksen-Lauenburg (1470-1543)           | Magnus I van Saksen-Lauenburg (1470-1543)           | Magnus I van Saksen-Lauenburg (1470-1543)           |                                                     |                                                     |                                           |                                           |                                                  |                                                  | Catharina van Brunswijk-Wolfenbüttel (1488-1563) | Catharina van Brunswijk-Wolfenbüttel (1488-1563) | Catharina van Brunswijk-Wolfenbüttel (1488-1563) | Catharina van Brunswijk-Wolfenbüttel (1488-1563) | Catharina van Brunswijk-Wolfenbüttel (1488-1563) | Catharina van Brunswijk-Wolfenbüttel (1488-1563) |                                                  |                                                  |                                                  |                                                  |  |  |  |  |  |  |  |  |  |  |  |  |  |  |  |  |  |  |  |  |  |  |  |  |  |  |  |  |  |  |  |  |  |  |  |  |  |  |  |  |  |  |  |  |  |  |  |  |
|                                         |                                         |                                         |                                         |                                         |                                         |                                       |                                       |                                       |                                       | Christiaan III van Denemarken (1503-1559) | Christiaan III van Denemarken (1503-1559) | Christiaan III van Denemarken (1503-1559) | Christiaan III van Denemarken (1503-1559) | Christiaan III van Denemarken (1503-1559) | Christiaan III van Denemarken (1503-1559) |                                           |                                           |                                           |                                           |                                   |                                   |                                   |                                   |                                   |                                   |                                 |                                 |                                          |                                          |                                          |                                          |                                           |                                           |                                                     |                                                     |                                                     |                                                     | Dorothea van Saksen-Lauenburg (1511-1571)           | Dorothea van Saksen-Lauenburg (1511-1571)           | Dorothea van Saksen-Lauenburg (1511-1571) | Dorothea van Saksen-Lauenburg (1511-1571) | Dorothea van Saksen-Lauenburg (1511-1571)        | Dorothea van Saksen-Lauenburg (1511-1571)        |                                                  |                                                  |                                                  |                                                  |                                                  |                                                  |                                                  |                                                  |                                                  |                                                  |  |  |  |  |  |  |  |  |  |  |  |  |  |  |  |  |  |  |  |  |  |  |  |  |  |  |  |  |  |  |  |  |  |  |  |  |  |  |  |  |  |  |  |  |  |  |  |  |
|                                         |                                         |                                         |                                         |                                         |                                         |                                       |                                       |                                       |                                       | Christiaan III van Denemarken (1503-1559) | Christiaan III van Denemarken (1503-1559) | Christiaan III van Denemarken (1503-1559) | Christiaan III van Denemarken (1503-1559) | Christiaan III van Denemarken (1503-1559) | Christiaan III van Denemarken (1503-1559) |                                           |                                           |                                           |                                           |                                   |                                   |                                   |                                   |                                   |                                   |                                 |                                 |                                          |                                          |                                          |                                          |                                           |                                           |                                                     |                                                     |                                                     |                                                     | Dorothea van Saksen-Lauenburg (1511-1571)           | Dorothea van Saksen-Lauenburg (1511-1571)           | Dorothea van Saksen-Lauenburg (1511-1571) | Dorothea van Saksen-Lauenburg (1511-1571) | Dorothea van Saksen-Lauenburg (1511-1571)        | Dorothea van Saksen-Lauenburg (1511-1571)        |                                                  |                                                  |                                                  |                                                  |                                                  |                                                  |                                                  |                                                  |                                                  |                                                  |  |  |  |  |  |  |  |  |  |  |  |  |  |  |  |  |  |  |  |  |  |  |  |  |  |  |  |  |  |  |  |  |  |  |  |  |  |  |  |  |  |  |  |  |  |  |  |  |
|                                         |                                         |                                         |                                         |                                         |                                         |                                       |                                       |                                       |                                       |                                           |                                           |                                           |                                           |                                           |                                           |                                           |                                           |                                           |                                           |                                   |                                   |                                   |                                   |                                   |                                   |                                 |                                 |                                          |                                          |                                          |                                          |                                           |                                           |                                                     |                                                     |                                                     |                                                     |                                                     |                                                     |                                           |                                           |                                                  |                                                  |                                                  |                                                  |                                                  |                                                  |                                                  |                                                  |                                                  |                                                  |                                                  |                                                  |  |  |  |  |  |  |  |  |  |  |  |  |  |  |  |  |  |  |  |  |  |  |  |  |  |  |  |  |  |  |  |  |  |  |  |  |  |  |  |  |  |  |  |  |  |  |  |  |
|                                         |                                         |                                         |                                         |                                         |                                         |                                       |                                       |                                       |                                       |                                           |                                           |                                           |                                           |                                           |                                           |                                           |                                           |                                           |                                           |                                   |                                   |                                   |                                   |                                   |                                   |                                 |                                 |                                          |                                          |                                          |                                          |                                           |                                           |                                                     |                                                     |                                                     |                                                     |                                                     |                                                     |                                           |                                           |                                                  |                                                  |                                                  |                                                  |                                                  |                                                  |                                                  |                                                  |                                                  |                                                  |                                                  |                                                  |  |  |  |  |  |  |  |  |  |  |  |  |  |  |  |  |  |  |  |  |  |  |  |  |  |  |  |  |  |  |  |  |  |  |  |  |  |  |  |  |  |  |  |  |  |  |  |  |
|                                         |                                         |                                         |                                         | Anna van Denemarken (1532-1585)         | Anna van Denemarken (1532-1585)         | Anna van Denemarken (1532-1585)       | Anna van Denemarken (1532-1585)       | Anna van Denemarken (1532-1585)       | Anna van Denemarken (1532-1585)       |                                           |                                           |                                           |                                           | Frederik II van Denemarken (1534-1588)    | Frederik II van Denemarken (1534-1588)    | Frederik II van Denemarken (1534-1588)    | Frederik II van Denemarken (1534-1588)    | Frederik II van Denemarken (1534-1588)    | Frederik II van Denemarken (1534-1588)    |                                   |                                   |                                   |                                   | Magnus van Lijfland (1540-1583)   | Magnus van Lijfland (1540-1583)   | Magnus van Lijfland (1540-1583) | Magnus van Lijfland (1540-1583) | Magnus van Lijfland (1540-1583)          | Magnus van Lijfland (1540-1583)          |                                          |                                          |                                           |                                           | Johan van Sleeswijk-Holstein-Sonderburg (1545-1622) | Johan van Sleeswijk-Holstein-Sonderburg (1545-1622) | Johan van Sleeswijk-Holstein-Sonderburg (1545-1622) | Johan van Sleeswijk-Holstein-Sonderburg (1545-1622) | Johan van Sleeswijk-Holstein-Sonderburg (1545-1622) | Johan van Sleeswijk-Holstein-Sonderburg (1545-1622) |                                           |                                           |                                                  |                                                  | Dorothea van Denemarken (1546-1617)              | Dorothea van Denemarken (1546-1617)              | Dorothea van Denemarken (1546-1617)              | Dorothea van Denemarken (1546-1617)              | Dorothea van Denemarken (1546-1617)              | Dorothea van Denemarken (1546-1617)              |                                                  |                                                  |                                                  |                                                  |  |  |  |  |  |  |  |  |  |  |  |  |  |  |  |  |  |  |  |  |  |  |  |  |  |  |  |  |  |  |  |  |  |  |  |  |  |  |  |  |  |  |  |  |  |  |  |  |